# ウェイン・ワン
ウェイン・ワン（Wayne Wang、1949年1月12日 - ）は香港生まれの映画監督。

## 略歴
香港に生まれ、アイルランド系のイエズス会宣教師の学校で基礎教育を受ける。カリフォルニア大学で学ぶために渡米し、卒業後に香港のテレビ局に就職するが、香港のシステムが肌にあわず再び渡米しサンフランシスコに移住。初期の低予算で作られた"Chan Is Missing"や"Dim Sum: a little bit of heart"が高い評価を得た。
1995年の『スモーク』でベルリン国際映画祭銀熊賞(審査員グランプリ)、2007年の『千年の祈り』でサン・セバスティアン国際映画祭金貝賞（最高賞グランプリ）を受賞している。
作家のポール・オースターと親交が深く、『スモーク』と『赤い部屋の恋人』では共同で脚本を書き、『ブルー・イン・ザ・フェイス』は共同で監督している。
妻は1976年度ミス・香港に選出されたこともある、香港の女優で1991年に芸能界を引退したコラ・ミャオ。現在は夫婦で米国ニューヨークもしくはサンフランシスコ在住。

## 主な監督作品
- 『スラムダンス』 Slam Dance  (1987)
- 『命は安く、トイレットペーパーは高い』 Life is Cheap…,But Toilet Paper is Expensive (1989)
- 『夜明けのスローボート』 Eat a Bowl of Tea (1989)
- 『ジョイ・ラック・クラブ』 The Joy Luck Club  (1993)
- 『スモーク』 Smoke  (1995)
- 『ブルー・イン・ザ・フェイス』 Blue In The Face  (1995)
- 『チャイニーズ・ボックス』 Chinese Box  (1997)
- 『地上より何処かで』 Anywhere But Here  (1999)
- 『赤い部屋の恋人』 The Center of the World  (2001)
- 『メイド・イン・マンハッタン』 Maid in Manhattan  (2002)
- 『きいてほしいの、あたしのこと -ウィン・ディキシーのいた夏』 Because of Winn-Dixie  (2005)
- 『ラスト・ホリデイ』 (2006) Last Holiday
- 『千年の祈り』 A Thousand Years of Good Prayers  (2007)
- 『雪花と秘文字の扇』Snow Flower and the Secret Fan (2011) ※2011日本・中国映画週間で上映[1]
- 『女が眠る時』 (2016) [2]